# Historia Żydów w Łodzi
Historia Żydów w Łodzi – dzieje społeczności wyznania judaistycznego w Łodzi sięgają II połowy XVIII wieku.

## Łódź rolnicza (do 1820)
Łódź od początku założenia była osadą kościelną. Z powodu niechęci do innowierców odsetek niekatolików był minimalny. Pierwszym Żydem, który osiedlił się w Łodzi w 1772, był Joachim Zelkowicz. Początkowo żydowscy osadnicy należeli do gminy żydowskiej w Strykowie. W 1782 łódzcy Żydzi zaczęli przynależeć do gminy wyznaniowej w Lutomiersku. W 1793 (według niepełnego spisu ludności wykonanego po włączeniu Łodzi do Prus po II rozbiorze Polski), mieszkało w Łodzi 11 Żydów, choć liczba ta wydaje się zaniżona (np. B. Baranowski, Łódź i okolice na przełomie XVIII i XIX w. (1793–1823), 1988). Sekularyzacja dóbr kościelnych w 1798 doprowadziła do wzrostu liczby ludności żydowskiej na tyle, by utworzyli w 1806 własną gminę. Sprowadzili do miasta pierwszego rabina Jehuda Arie z Widawy i w 1809 wybudowali na rogu Rynku pierwszą synagogę. W tym samym roku zakupiono plac pod cmentarz przy ul. Wesołej, na którym pochówki rozpoczęto w 1811. Wcześniej zmarłych chowano na cmentarzu w Lutomiersku.

## Łódź przemysłowa
W 1820, po wpisaniu Łodzi do spisu miast przemysłowych, liczba mieszkańców – w tym liczba ludności żydowskiej – zaczęła gwałtownie wzrastać. W celu zapobieżenia zbyt dużej ekspansji Żydów w Łodzi Józef Zajączek wydał w 1827 dekret określający zasady ich osiedlania w mieście i tworzący żydowskie getto. Obejmowało ono południową stronę Starego Rynku, ulicy Wolborskiej i Podrzecznej aż do rzeki Łódki. Obszar rewiru żydowskiego poszerzono w 1841, włączając do niego cały Rynek Starego Miasta, ulice Wolborską, Podrzeczną i Drewnowską, oraz w 1861, poszerzając go aż do południowej i zachodniej części placu Kościelnego, ulicy Franciszkańskiej i Północnej. Jedynie bogaci Żydzi, ubierający się zgodnie z europejską modą, mogli mieszkać poza gettem. Rewir żydowski zlikwidował w 1862 Aleksander Wielopolski. W 1863 na miejscu starej, drewnianej synagogi wybudowano nową, zwaną mauretańską, która była główną bożnicą gminy żydowskiej. W latach 70. XIX wieku wybudowano pierwszy dom modlitwy poza granicami dawnego rewiru – synagogę nowomiejską. W 1887 otwarto największą łódzką synagogę – tzw. Wielką lub Postępową, w której modlili się głównie fabrykanci pochodzenia żydowskiego, ubierający się po europejsku, często mówiący po polsku. W 1892 otworzono nowy cmentarz, zamykając jednocześnie stary, na którym odbywały się jednak pochówki podczas I wojny światowej, kiedy to nie było dostępu do nowego cmentarza. W latach 90. XIX wieku do Królestwa Polskiego zaczęło przybywać wielu emigrantów z ziem zabranych, tzw. Litwaków. Byli wśród nich rosyjscy Żydzi, którzy różnili się kulturą i językiem od Żydów mieszkających w Łodzi. Stanowili zamkniętą grupę i z tego powodu postanowili wybudować synagogę Wołyńską (ul. Wólczańska 6), którą oddano do użytku w 1904.
Według danych władz miasta z 1821 zdecydowana większość napływających do miasta Żydów była z jego najbliższych okolic, m.in.: Strykowa, Lutomierska, Parzęczewa, Łasku, które były znacznie większe pod względem liczby mieszkańców od Łodzi. Było to wynikiem stworzonych przez władze możliwości inwestycji w branży włókienniczej. Od lat 80. XIX w. przybywający do Łodzi najzamożniejsi Żydzi byli m.in. z Warszawy, Płocka, Kalisza, Przedborza, Gostynina. W 1897 przeprowadzenie pierwszego powszechnego spisu w cesarstwie rosyjskim wykazało odsetek ludności żydowskiej na poziomie 29,4%. W czasie II Rzeczypospolitej odsetek liczby Żydów w Łodzi wynosił ok. 34%, a liczbowo miasto było drugim po stolicy największym skupiskiem ludności żydowskiej i jednym z największych w Europie.

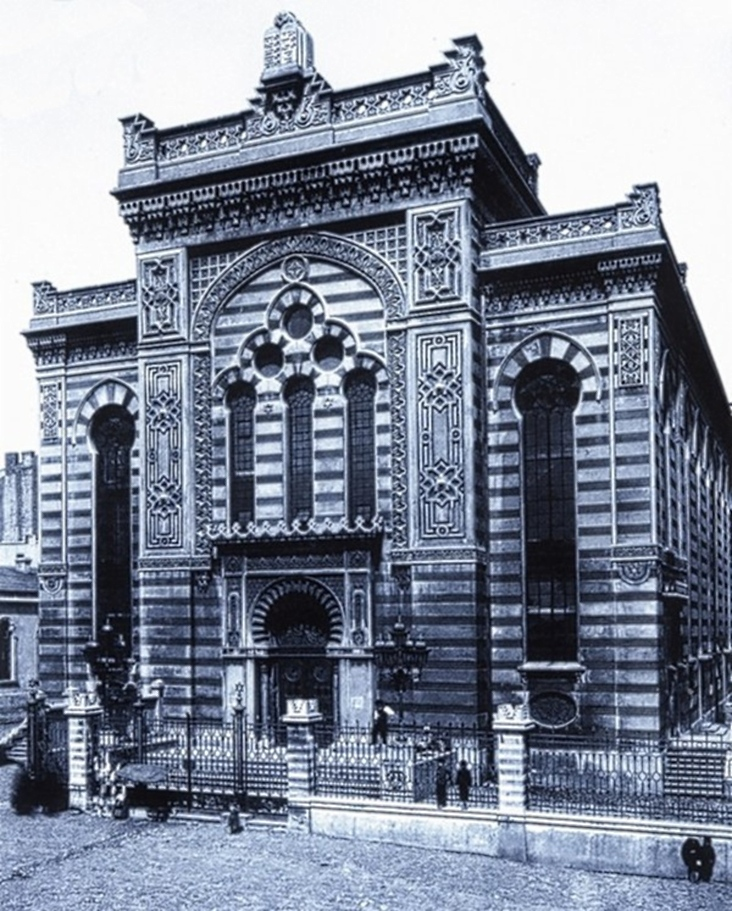
Synagoga gminna
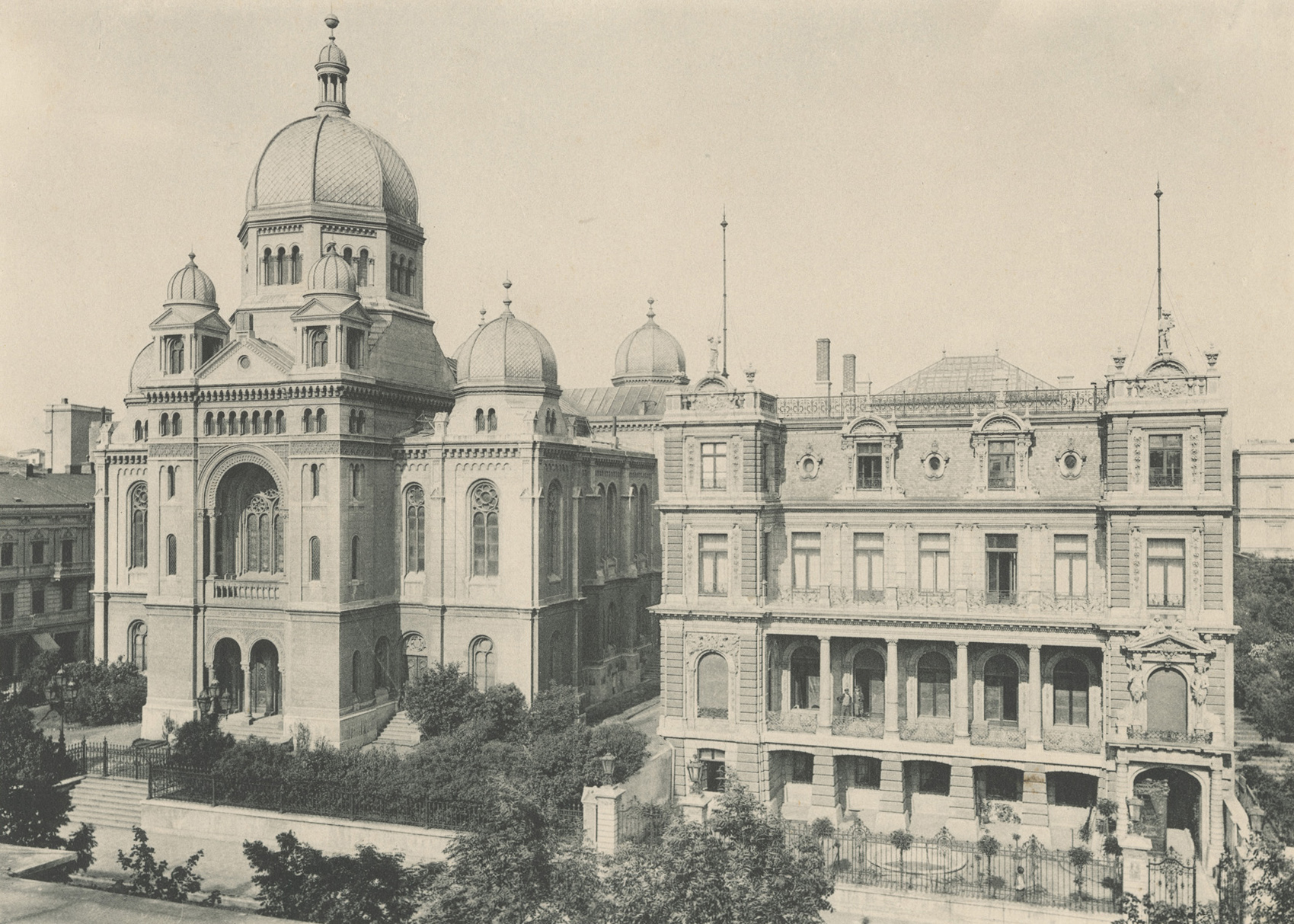
Wielka Synagoga
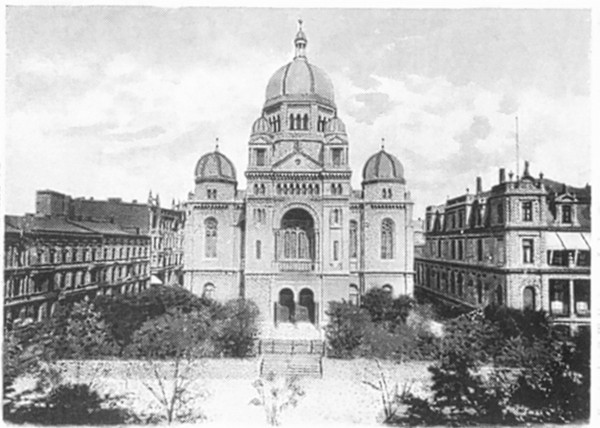
Wielka Synagoga
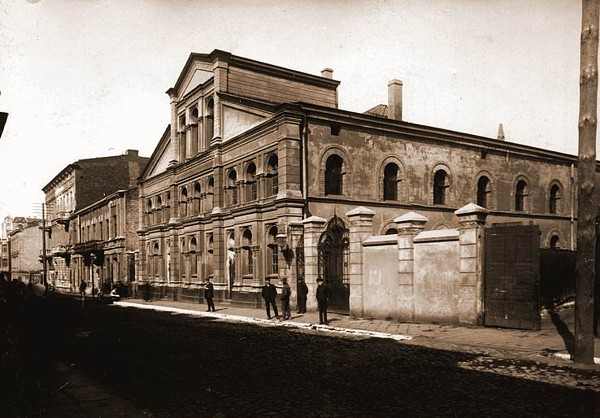
Synagoga Nowomiejska
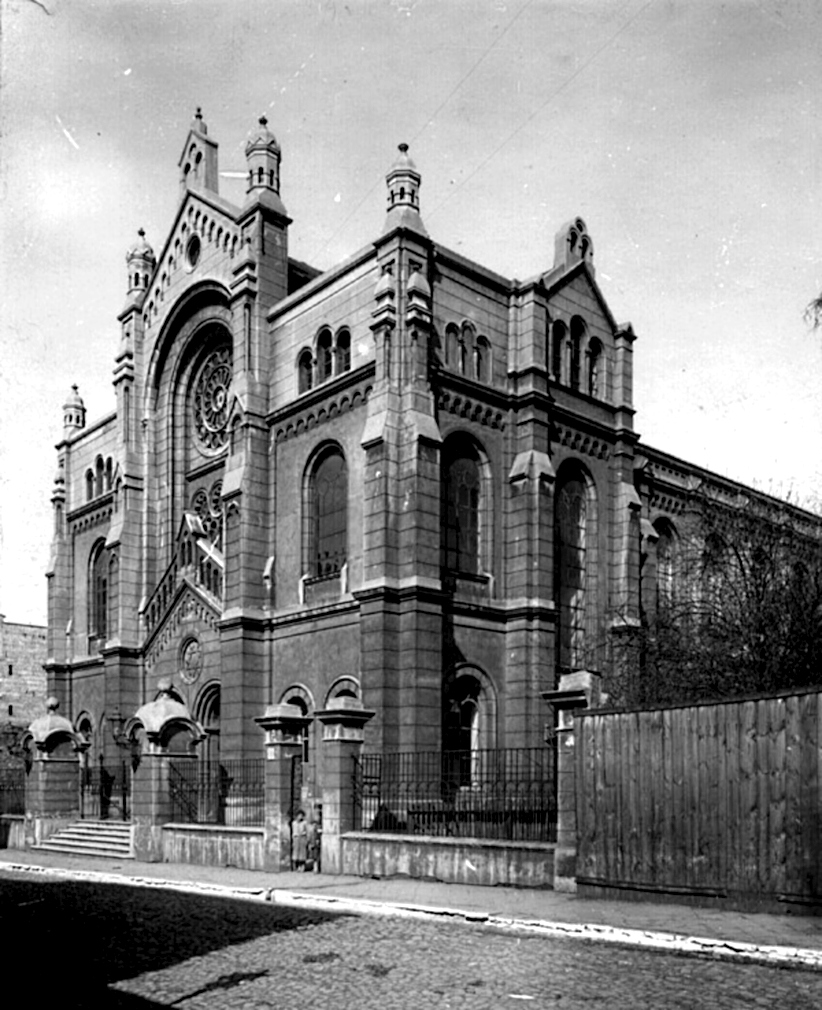
Synagoga Wołyńska

## II wojna światowa

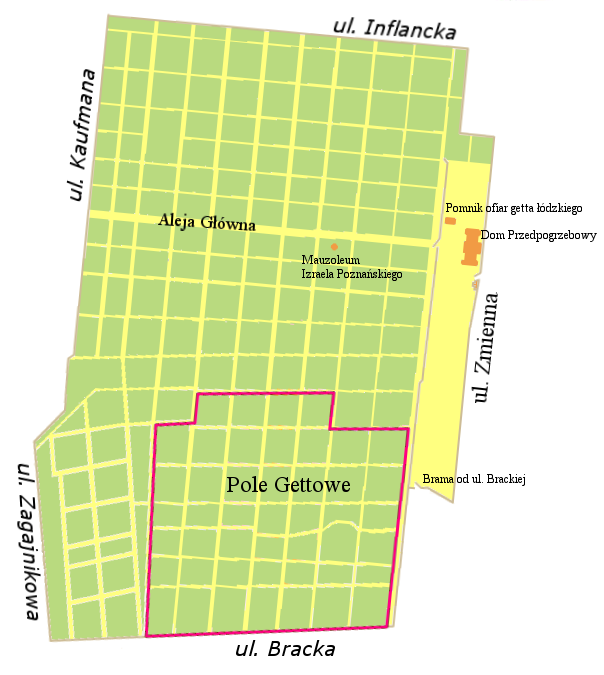
Mapa cmentarza żydowskiego, z polem gettowym

Po wkroczeniu Niemców do Łodzi hitlerowcy od razu rozpoczęli plany utworzenia getta. W nocy z 10 na 11 listopada 1939 podpalili, zdewastowali i zburzyli większość łódzkich synagog. 8 lutego 1940 oficjalnie utworzono Ghetto Litzmannstadt, drugie co do wielkości po warszawskim. Do łódzkiego getta zwożono Żydów z Niemiec, jak i terenów będących pod ich okupacją: Czech, Austrii, Luksemburga, Kraju Warty. Łącznie przez getto przeszło ponad 200 tys. Żydów z Europy Zachodniej. W getcie produkowano odzież, obuwie, meble, wyroby tekstylne i kaletnicze na potrzeby Wehrmachtu i prywatnych firm m.in.: AEG. W getcie funkcjonowały samorządne władze żydowskie – Starszeństwo Żydowskie z przewodniczącym getta Chaimem Rumkowskim na czele. Pierwsze deportacje z getta do obozów zagłady odbyły się w 1942 – do obozu w Kulmhof an Nehr (Chełmno nad Nerem). Likwidację getta zarządził w maju 1944 Heinrich Himmler – odbyła się ona w dwóch etapach. W pierwszych transportach, od 23 czerwca do 14 lipca 1944, wywieziono około 7 tysięcy Żydów do obozu Kulmhof. Drugim etapem było wywiezienie, w dniach 9–29 sierpnia 1944, 70 tysięcy mieszkańców getta do Auschwitz-Birkenau. Ostatnim transportem (29 sierpnia) odjechał również Chaim Rumkowski. W ten sposób getto łódzkie przestało istnieć, jako ostatnie getto żydowskie na terenach Polski. Pozostało jedynie 810 osób w celu jego uprzątnięcia oraz 600 Żydów, których wywieziono do obozu w Königs Wusterhausen. W okresie istnienia getta zmarło w nim z głodu lub chorób 45 327 osób, które pochowano na cmentarzu żydowskim, na tak zwanym polu gettowym.

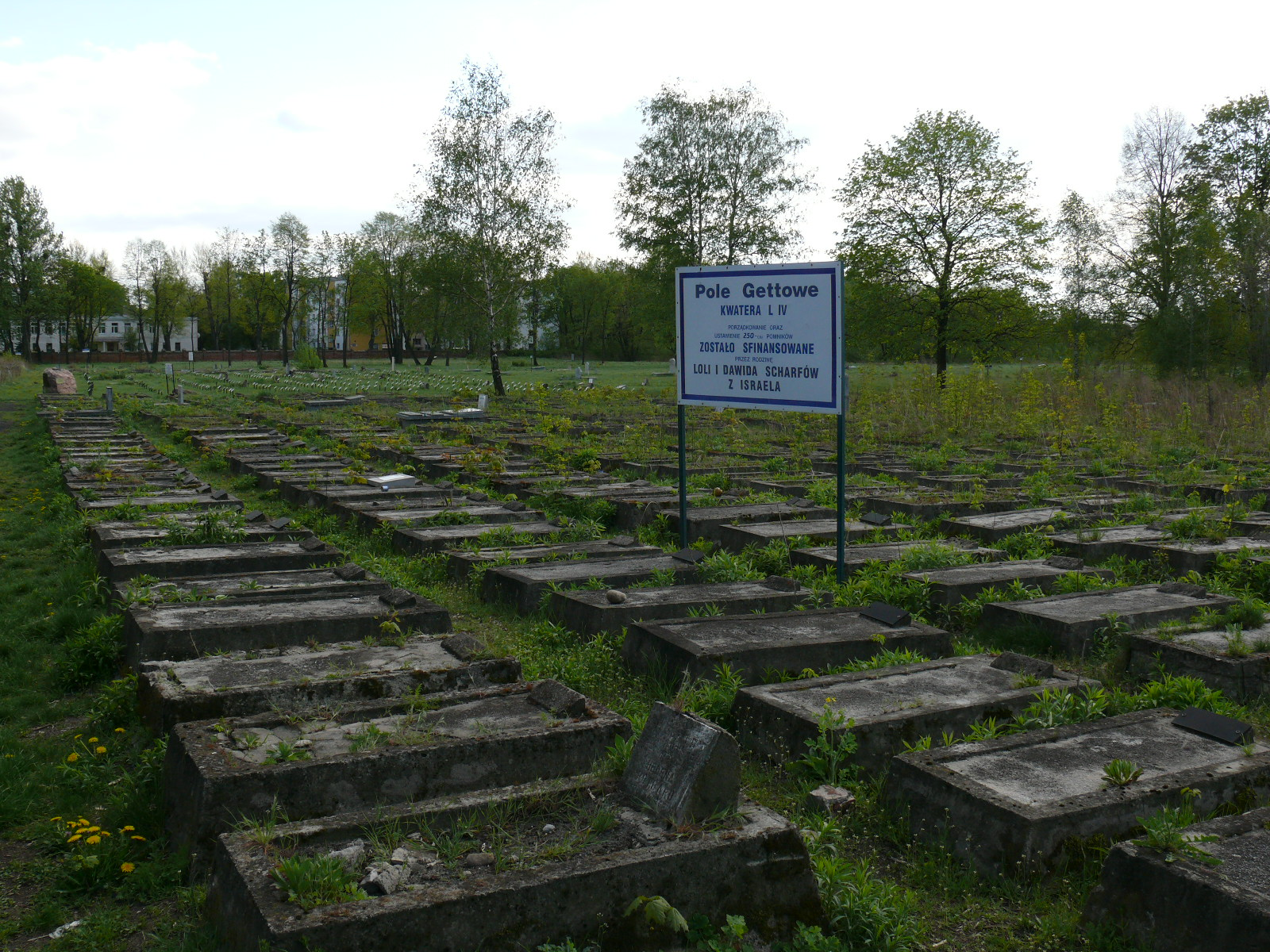
Pole gettowe
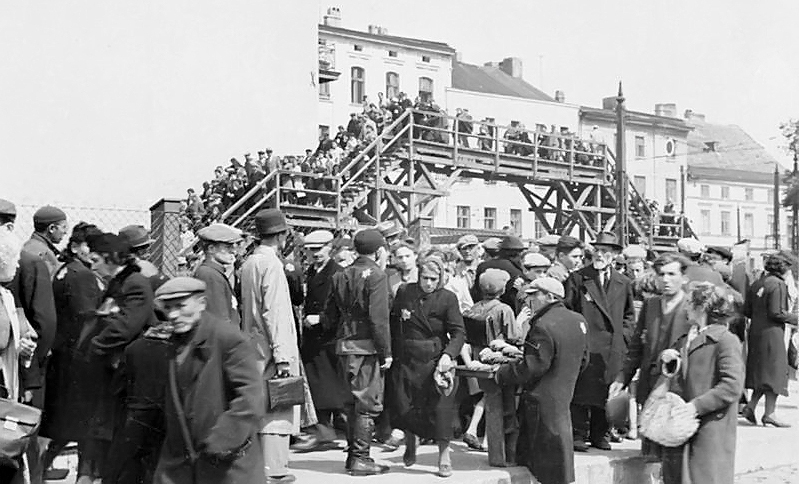
Getto w 1940

## PRL i współczesność
Do Łodzi po zakończeniu wojny wróciło około 46 tysięcy Żydów. Po zlikwidowaniu przez władze PRL gmin żydowskich utworzono Kongregację Wyznania Mojżeszowego, która była filią Zarządu Głównego w Warszawie. Po pogromie kieleckim blisko połowa łódzkich Żydów wyjechała z Polski. Pozostała wspólnota żydowska zaczęła odradzać się; zaczął działać teatr, dwie szkoły oraz około 20 gazet i czasopism w językach jidysz, hebrajskim i polskim. W latach 1956–1957 kolejni Żydzi opuścili miasto, przeprowadzając się do Izraela. W 1969, po nagonce antyżydowskiej, znów z Łodzi wyjechały osoby pochodzenia żydowskiego. W latach 70. w Towarzystwie Społeczno-Kulturalnym Żydów zarejestrowanych było tylko 200 osób, jednak z każdym rokiem liczba ta zmniejszała się.
W 1989 do łódzkiej gminy należało 60 osób. W 1997 gmina odzyskała budynki przy ul. Pomorskiej 18 – przedwojennej siedzibie gminy. W 1998 urządzono w jednym z budynków gminnych synagogę, obecnie najczęściej używaną; drugą jest synagoga Reicherów (przy ul. Rewolucji 1905 roku 28). W 2008 otwarto mykwę.

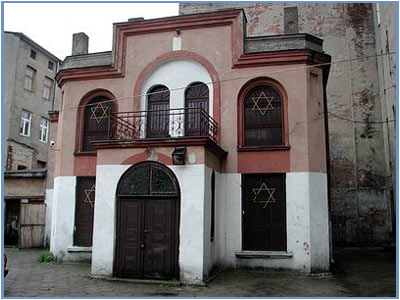
Synagoga Reicherów
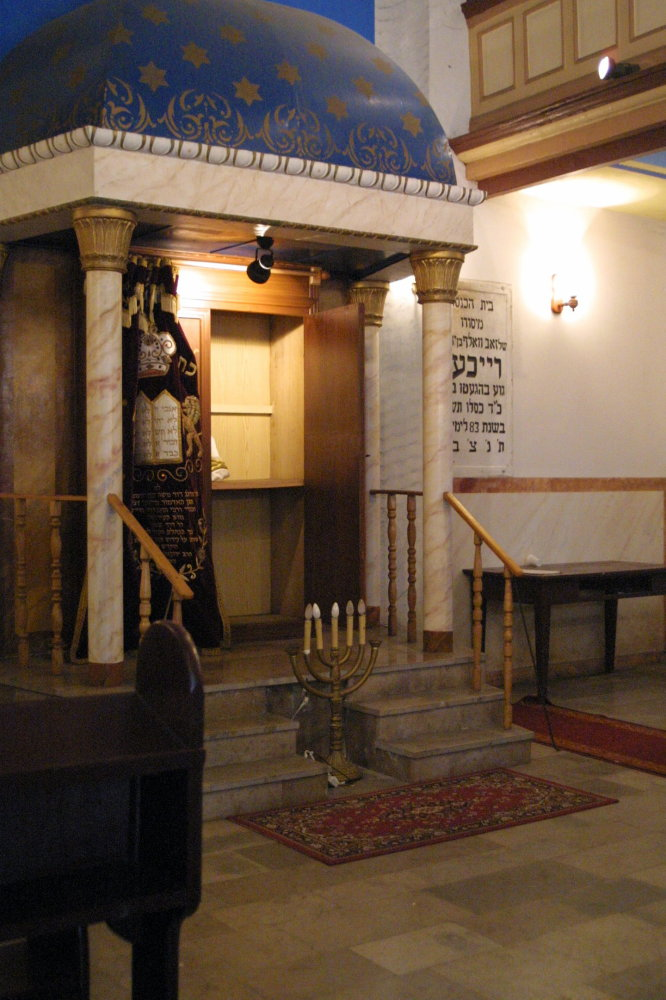
Wnętrze synagogi Reicherów
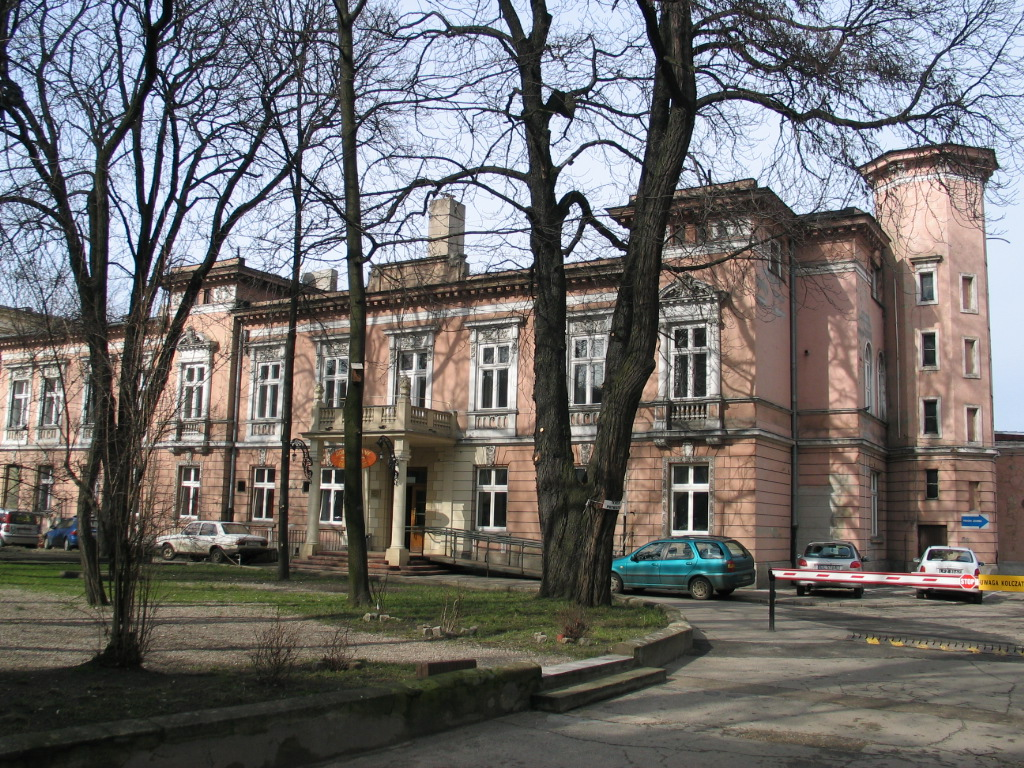
Budynek gminy

## Demografia
| Rok  | Liczba osób  | Odsetek ogółu |
| ---- | ------------ | ------------- |
| 1793 | 11           | 4%            |
| 1809 | 98           | 19%           |
| 1820 | 259          | 34%           |
| 1828 | 448          | 10%           |
| 1841 | 1359         | 8%            |
| 1854 | 2741         | 12%           |
| 1864 | 8463         | 20%           |
| 1875 | 12 900       | 26%           |
| 1885 | 24 900       | 23%           |
| 1895 | 43 000       | 26%           |
| 1905 | 83 700       | 24%           |
| 1912 | 104 974      | 23%           |
| 1914 | 162 500      | 32%           |
| 1918 | 137 200      | 40%           |
| 1921 | 156 200      | 34%           |
| 1931 | 202 500      | 34%           |
| 1936 | 219 600      | 34%           |
| 1939 | 230 540      | 34%           |
| 1944 | 72 tys.      |               |
| 1946 | 46 tys.      |               |
| 1969 | niecały 1000 | 1%            |
| 2012 | ponad 300    | 0,04%         |